# Trithemis palustris
Trithemis palustris là loài chuồn chuồn trong họ Libellulidae. Loài này được Damm & Hadrys mô tả khoa học đầu tiên năm 2009.